# Grete Treier
Grete Treier (nascida em 12 de dezembro de 1977) é uma ciclista estoniana.
Em Pequim 2008 e Londres 2012, ela competiu na prova de estrada, terminando respectivamente em 30º e 17º.